# Modificeret newtonsk dynamik
Indenfor himmelmekanik er Modificeret Newtonsk dynamik (MOND) en hypotese foreslået i 1981 af Mordehai Milgrom ved Weizmann-instituttet i Israel. Hans grundlæggende idé var at forsøge at forklare, hvorfor rotationskurverne for spiralgalakser ikke stemmer overens med newtonsk mekanik. Senere er den blevet udvidet til at blive et alternativ til modellen med mørkt stof.
Den mest almindelige forklaring på, at galaksernes rotationshastighed ikke matcher mængden af synligt stof, er at indføre ekstra masse i form af mørkt stof, som ikke udsender eller reflekterer elektromagnetisk stråling og derfor er usynlig, men påvirker gravitationsfeltet. MOND foreslår i stedet en ændring af Newtons anden lov ved meget små accelerationer, som, hvis den indføres korrekt, kan forklare rotationshastighederne. Forskellen er ubetydelig på Jorden, og det ville derfor være meget svært at se tegn på dette eksperimentelt, men Milgrom har foreslået eksperimenter, der kunne teste hypotesen.
For at forbedre det teoretiske fysiske grundlag findes der nu en relativistisk version af MOND, udviklet af Jacob Bekenstein.

## Diskussion og kritik
MOND er blevet kritiseret for at tilpasse sin matematik til en observeret masseafvigelse i stedet for at foreslå en hypotese med forklaringsværdi på et fysisk grundlag. Hovedårsagen til, at flertallet af astronomer har svært ved at acceptere MOND, er fordi den er fuldstændig empirisk, ligesom Titius-Bodes lov. Det er en et-spørgsmålshypotese, som beskriver dynamikken i et accelereret objekt med en ad hoc-ligning uden fysisk forklaringsværdi.
Jacob Bekensteins bidrag har dog endnu ikke mødt generel accept. MOND er i øjeblikket en minoritetsteori inden for det astrofysiske forskningsmiljø.
Fysiske observationer gennem det sidste årti viser, at MOND bliver sværere og sværere at være enig med dataene. Kolliderende galaksehobe (se nedenfor) er et eksempel på dette. MOND har også svært ved at forklare WMAP-målingerne af den kosmiske baggrundsstråling eller rotationskurven for for eksempel Andromeda-galaksen.
MOND blev tidligere nævnt som en mulig forklaring på den såkaldte Pioneer-anomali, den observerede afvigelse af nogle rumsonder fra forventet bevægelse, der tiltrak forklaringer fra mange tilhængere. Siden 2012 anses Pioneer-anomalien dog for at være forklaret af kendt fysik, den anisotrope varmestråling fra probernes radioisotopgeneratorer og videnskabelige instrumenter.

## Belæg for mørkt stof
Som mørkt stof tæller man normalt både kendte masser, såsom brune dværge og neutrinoer, og det hypotetiske ukendte mørke stof. Den kombinerede masse af de kendte enheder er ikke tilstrækkelig til at forklare observerede gravitationseffekter, og man forventer derfor en stor tilstedeværelse af en eller anden form for stof, som ikke er inkluderet blandt Standardmodellens partikler. Data fra blandt andet WMAP indikerer, at 23% af universets samlede energi består af mørkt stof.
I august 2006 rapporterede et forskerhold, der brugte NASAs Chandra-teleskopet og Hubble-teleskopet, at de havde set direkte beviser for mørkt stof i en kollision mellem to galaksehobe, hvor det synlige stof var adskilt fra det mørke stof (se Bullet Cluster). Denne opdagelse af mørkt stof betyder, at behovet for MOND er reduceret, men det betyder ikke nødvendigvis, at modifikation af Newtons anden lov er unødvendig. Desuden vides det stadig ikke, om det mørke stof findes i tilstrækkelig mængde til at forklare observationsdataene.